# Peromitra uncinata
Peromitra uncinata är en tvåvingeart som beskrevs av Michailovskaya 2000. Peromitra uncinata ingår i släktet Peromitra och familjen puckelflugor. Inga underarter finns listade i Catalogue of Life.